# Teguise
Teguise (pronunciato: [te'?ise]) è un comune spagnolo situato nella parte centrale dell'isola di Lanzarote nella Provincia di Las Palmas (comunità autonoma delle Isole Canarie). La sua popolazione è di 21.152 (2013) e la sua area di 263,98 km². È situata a nord di Arrecife e a sud di Haría. Il municipio comprende anche le vicine isole dell'arcipelago Chinijo cioè: La Graciosa, Alegranza, Roque del Este, Roque del Oeste e Montaña Clara.

## Monumenti e luoghi d'interesse

### Villa de Teguise
- Castillo de Santa Bárbara: fortezza del secolo XVI, fu la sede del Museo del Emigrante Canario, oggi è il Museo de la Piratería è dichiarato bene di interesse culturale.
- Iglesia Matriz de Nuestra Señora de Guadalupe: il cui nucleo principale risale al XVI secolo. È la chiesa principale di Lanzarote.
- Palacio Spínola: casa signorile del secolo XVIII.
- Conventi di Santo Francisco e Santo Domingo: esempi di architettura religiosa canaria dei secoli XVI e XVII.
- Ermita de San Rafael: dichiarata bene di interesse culturale
- Ermita del Santísimo Cristo de la Vera Cruz.
- La Cilla.

### Guatiza
- Jardín de Cactus (giardino dei cactus): opera del più grande artista di Lanzarote, César Manrique.

### Costa Teguise
- Residenza Real de La Mareta: casa sulla costa utilizzata dal re Husein I di Giordania e restaurata da César Manrique. Fu donata dal re giordano alla famiglia reale spagnola.

## Cultura e tradizioni
- Le festività più importanti sono quelle del Carmen e de Las Nieves. Quest'ultima era la patrona antica dell'isola di Lanzarote. Al momento si celebra un evento tradizionale che culmina proprio in questa chiesetta.
- Il carnevale di Teguise è associato a "Los Diabletes", insieme di persone travestite con aspetto diabolico che tentano di spaventare i più piccoli del villaggio. Inoltre Teguise è considerata la culla del timple, è una delle località con la maggiore tradizione nella fabbricazione di questo tipico strumento delle isole Canarie.

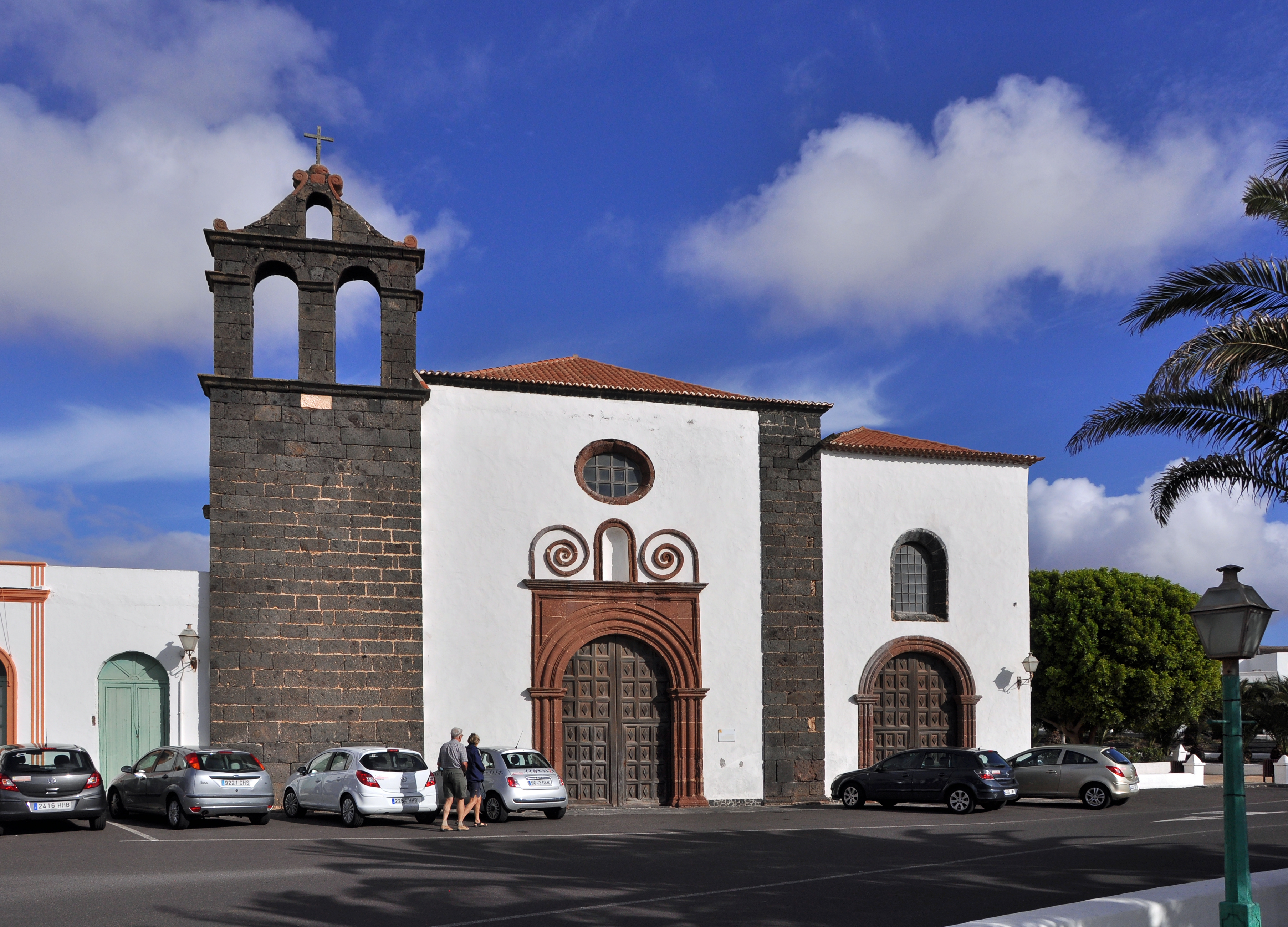
Convento de San Francisco, Teguise.